# Аблайханов, Иш-Мухаммед Сюк-оглы
Иш-Муха́ммед Сюк-оглы́ Аблайха́нов (1851 — после 1911) — российский чиновник, переводчик и журналист. Этнический казах. Происходил из рода казахских чингизидов (Торе), правнук Абылай-хана.

## Биография
Родился в 1851 году в семье Джучи Аблайханова, сына Сюка Аблайханова. Учился в Сибирской военной гимназии (не окончил).
В 1870—1872 годах состоял на службе урядником Сибирского казачьего войска. С 1873 года служил в Семиреченском областном правлении. В 1880 году был назначен переводчиком маньчжурского и татарского языков при военном губернаторе Семиреченской области Г. А. Колпаковском. В 1882 году Колпаковский возглавил новое Степное генерал-губернаторство, после чего Аблайханов получил должность переводчика киргизского (то есть, казахского) языка при канцелярии генерал-губернатора (с 1885 года — старший переводчик).
В 1891 году сопровождал цесаревича Николая Александровича в поездке по Степному краю, получив от него в подарок перстень, украшенный драгоценными камнями. В 1906 году участвовал в выборах в Государственную думу от г. Омска. В 1910 году вышел в отставку по болезни в чине статского советника и с пенсией 285 руб. в год, которая по прошению была повышена до 800 руб.
Помимо работы в канцелярии генерал-губернатора был одним из редакторов газеты «Дала уәлияты» (приложение к «Акмолинским областным ведомостям»). Также публиковался в газете «Степной край», выходившей в 1893—1905 годах в г. Омске.

## Семья
Был женат на Гульхан - дочери султана Тезека Аблайханова. Имел трёх сыновей и дочь. Сыновья:
1. Мигдатша Абылайханов (1878—1919), штабс-капитан, участник русско-японской войны. Член Алаш-Орды.
2. Медельхан Абылайханов (1880—1930) гражданский чиновник, противник Алаш-Орды. Участник. Первой мировой и гражданской войны и помощник атамана Дутова. Подполковник (1920). После смерти Дутова до конца жизни в Кульдже. Помогал своему народу во время голодомора 30-х годов XX века.